# Marsilio Landriani (vescovo)
Marsilio Landriani (Milano, 1528 – Milano, 28 aprile 1609) è stato un vescovo cattolico italiano.

## Biografia
Marsilio nacque a Milano nel 1528 in seno alla nobile casata dei Landriani. Suo padre Orazio era conte di Vidigulfo, mentre sua madre era Anna Visconti. Suo fratello Fabrizio diventerà vescovo di Pavia, mentre un altro suo fratello, Glicerio, morì a Roma in concetto di santità. Per volontà della sua famiglia, venne indirizzato alla carriera ecclesiastica, entrando nei teatini. In questo ordine, divenne ben presto abate del Monastero di Sant'Antonio di Milano che era il più importante dell'Italia settentrionale.
Nominato nunzio apostolico in Francia nel 1591 divenne nel contempo protonotario apostolico. Fu eletto vescovo di Vigevano il 10 novembre 1593. Nella sua diocesi si prodigò subito per una migliore gestione degli affari ecclesiastici, convocando già dal 1595 un sinodo diocesano.
Nominato da papa Clemente VIII governatore di Bologna e poi della Provincia di Romagna nel 1602, fu costretto a servirsi dei canonici vigevanesi per amministrare a distanza la propria diocesi sotto la sovrintendenza di mons. Sebastiano Cattaneo, già vescovo di Chiemsee, il quale avrebbe avuto diritto a succedergli se non fosse defunto il giorno stesso della morte del vescovo di Vigevano.
Marsilio Landriano morì a Milano il 28 aprile 1609 e fu sepolto nella chiesa cittadina di Sant'Eustorgio.

## Genealogia episcopale
La genealogia episcopale è:
- Cardinale Tolomeo Gallio
- Vescovo Marsilio Landriani